# Friedemann Tiedt
Friedemann Tiedt (* 15. Februar 1945 in Berlin; † 14. Oktober 2017) war ein deutscher Politiker (SPD). Er war von 1990 bis 1999 Abgeordneter im Sächsischen Landtag.
Tiedt besuchte Gymnasien in Landshut und in Berlin-Zehlendorf und machte schließlich in Dortmund sein Abitur. Danach folgte ein Studium der Chemie an der TH München und der Universität Madrid. Nach dem Diplom 1969 promovierte er 1972. Ab 1973 war er wissenschaftlicher Mitarbeiter am Lehrstuhl für Soziologie an der Gesamthochschule Wuppertal. Er war zudem von 1974 bis 1978 Mitarbeiter und stellvertretender Leiter des Instituts für Sozialarbeit und Sozialpädagogik in Bonn und in Frankfurt. Anschließend war er bis 1989 als freiberuflicher Praxisforscher und Institutionsberater tätig. Er war Geschäftsführer der Landesentwicklungsgesellschaft (LEG) in Düsseldorf.
Der SPD gehörte er ab 1970 an. Ab September 1990 war er Vorsitzender des SPD-Unterbezirks Chemnitz und zog im Oktober 1990 über die Landesliste in den Sächsischen Landtag ein, dem er auch in der zweiten Wahlperiode bis 1999 angehörte.